# لوروا ميلتون كيلي
لوروا ميلتون كيلي (بالإنجليزية: Leroy Milton Kelly)‏ هو رياضياتي أمريكي، ولد في 8 مايو 1914، وتوفي في 21 فبراير 2002.